# Фрейдіс Еріксдоттір
Фрейдіс Еріксдоттір (давньоскан. Freydís Eiríksdóttir, роки життя і смерті невідомі) — єдина дочка вікінга Еріка Рудого, першовідкривача Гренландії, і сестра Лейфа Ерікссона, який відкрив узбережжя Північної Америки. Єдині середньовічні та первинні джерела, в яких згадується Фрейдіс — це дві саги про Вінланд: «Сага про гренландців» та «Сага про Еріка Рудого». Попри певні розбіжності, в обох сагах Фрейдіс Еріксдоттір описується як мужня і вольова, але водночас зла та підступна жінка.

## Сага про гренландців

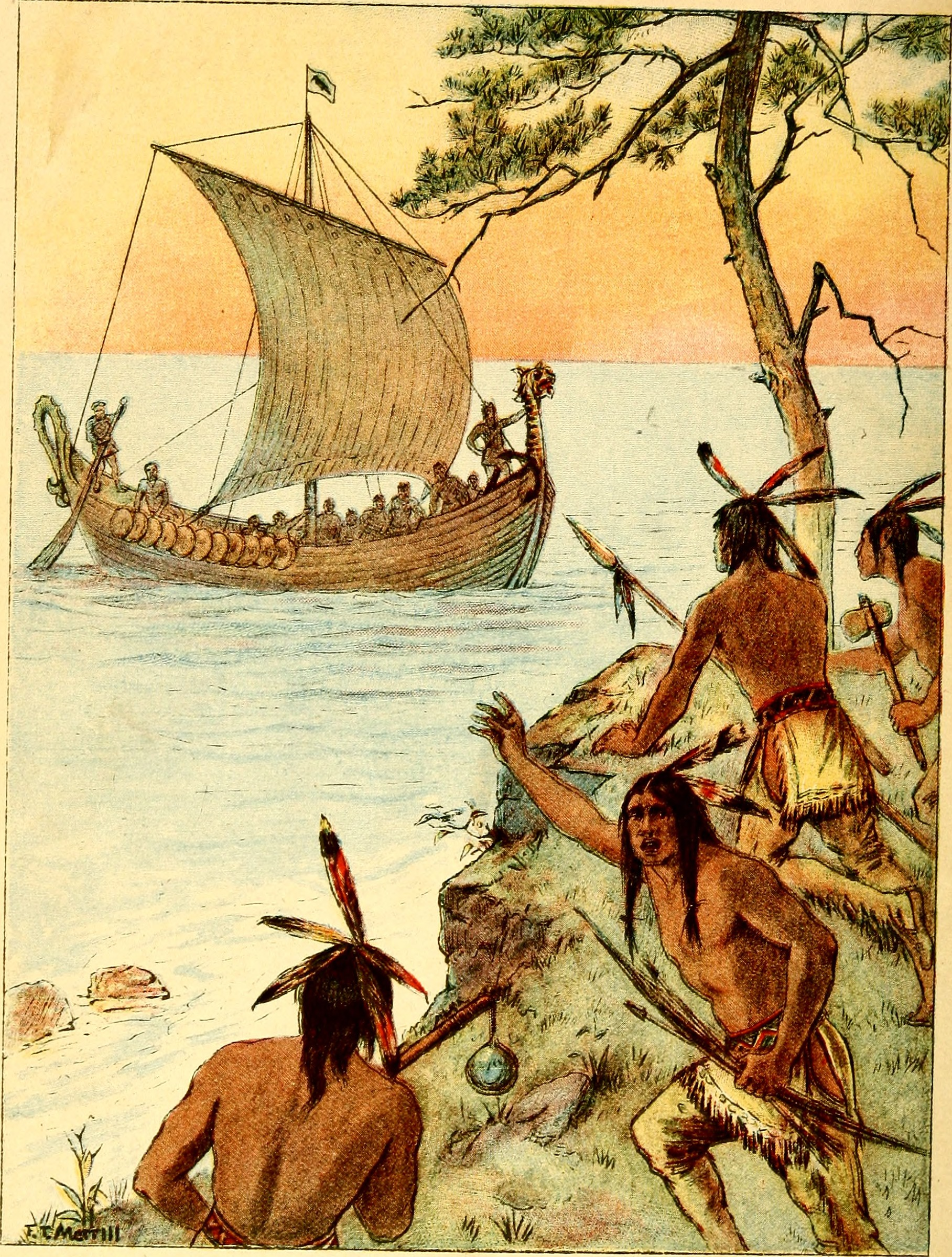
Прибуття вікінгів у Вінланд, зображення з американського шкільного підручника, худ. Мара Луїза Пратт-Чедвік, 1900 рік.

Фрейдіс описується як рідна сестра Лейфа Еріксона. Це була перша сага, написана в кінці XII і є грубою версією переказу подій, які відбулися в Вінланді. Фрейдіс згадується тільки один раз в цій сазі. Це найвідоміша розповідь про Фрейдіс.
Після експедицій в Вінланд на чолі з Лейфом Еріксоном, Торвальдом Ерікссоном і Торфінном Карлсефні, Фрейдіс вирішила здійснити подорож до берегів Північної Америки, щоб домогтися престижу і багатства. Вона укладає угоду з двома ісландцями, братами Хельгі і Фіннбогі, що вони разом попливуть в Вінланд і поділять всю здобич навпіл. Фрейдіс зустрілася зі своїм братом Лейфом Ерікссоном і попросила його віддати їй будинки та стайні, що він побудував у Вінланді. Лейф дозволив їй користуватися будинками, але відмовився передати їх своїй сестрі назовсім. Брати Хельгі і Фіннбогі уклали з Фрейдіс угоду, що вони візьмуть на свої два кораблі по тридцять осіб, здатних носити зброю, не рахуючи жінок. Але Фрейдіс обдурила братів і взяла на борт свого корабля на п'ять осіб більше. Брати Хельгі і Фіннбогі на своєму кораблі раніше пристали до берега і зайняли будинки Лейфа. Коли Фрейдіс зі своїми людьми висадилася на березі, вона зажадала від братів очистити будинки Лейфа, якими останній дозволив користуватися їй. Хельгі і Фіннбогі зі своїми людьми побудували собі окремий будинок на березі озера, окремо від Фрейдіс і її команди. Вони вирішили залишитися на зимівлю у Вінланді. Незабаром між членами обох команд почалися чвари і розбіжності. Фрейдіс зустрілася з Фіннбогі і домовилася з ним про обмін кораблями, заявивши йому, що вона хоче покинути це місце. Повернувшись до свого чоловіка Торварда, Фрейдіс заявила, що брати Хельгі і Фіннбогі побили її і, назвавши його боягузом, зажадала, щоб він помстився за свою дружину, інакше вона з ним розлучиться. Торвард зібрав своїх людей і умертвив Хельгі і Фіннбогі, а також всіх їхніх людей у таборі, коли вони спали. Коли Торвард відмовився вбивати п'ятьох полонених жінок, Фрейдіс сама взяла сокиру і вбила їх.
Фрейдіс хотіла приховати свою зраду і загрожувала смертю будь-кому, хто розповість про вбивства. Вона повернулася до Гренландії після річного перебування і сказала своєму братові Лейфу Ерікссону, нібито Хельгі і Фіннбогі вирішили залишитися в Вінланді. Однак звістка про вбивства врешті-решт досягла Лейфа. Він наказав схопити і катувати трьох людей з команди Фрейдіс, поки вони не зізналися у всьому те, що трапилося. Лейф Ерікссон заявив, що йому не хочеться вчинити зі своєю сестрою Фрейдіс так, як вона заслуговує, однак він передбачає, що нащадки Фрейдіс не будуть процвітати. У «Сазі про гренландців» робиться висновок, що згодом у нащадків Фрейдіс була погана слава.

## Сага про Еріка Рудого
У сазі, написаній у 13 столітті, коли багато підробиць вже забулося, Фрейдіс описується як зведена сестра Лейфа Ерікссона, безстрашна і мужня воївниця. Вона приєдналася до експедиції в Вінланд, яку очолив Торфінн Карлсефні, але згадується тільки один раз в сазі, коли експедиція була атакована тубільцями (також відомих як скрелінги ісландською мовою). Тубільці потайки напали на табір експедиції вночі і стріляли в воїнів з пращ.
Багато з північних загарбників запанікували, ніколи не бачивши такої зброї. Коли в безладді чоловіки стали відступати, Фрейдіс, яка була вагітною, спробувала зупинити їх. Фрейдіс підняла меч полеглого Торбранда і вирішила вступити в бій з нападниками-тубільцями. Вона розстебнула своє вбрання, оголивши одну грудь, і б'ючи руків'ям меча в груди видавала лютий бойовий клич. Скрелінги відступили до своїх човнів і розбіглися. Карлсефні і його воїни підійшли до Фрейдіс і похвалили її за проявлену мужність.

## Художня література та кіно
- Ісландський художник Стебба Оскарсдоттір і іспанський письменник Сальва Рубіо опублікували 2015 р. ілюстровану книгу, що розповідає історію Фрейдіс Ейріксдоттір[1][2] .
- 2002 року Джоан Кларк опублікувала роман «Еріксдоттір» де Фрейдіс — головна героїня, але лінія роману відрізняється від біографії Фрейдіс у сагах.
- Австралійський дитячий письменник Джекі Френч використовував Фрейдіс в якості одного зі своїх персонажів у своєму романі 2005 року «Вони прийшли на кораблях вікінгів».
- Роман Вільяма Воллманна «Крижана сорочка» містить історію перебування Фрейдіс у Вінланді.
- Історія Фрейдіс розказана від першої особи в книзі «Forest Child», другій книзі саги про вікінгів Нового Світу Хезер Дей Гілберт (WoodHaven Press, 2016).
- Катя Вінтер зобразила Фрейдіс в епізодах телесеріалу Легенди завтрашнього дня «Beebo The God of War» і «The Good, The Bad, and the Cuddly».
- Фрейдіс є головним героєм історичного роману «Червона королева», який розповідає про подорож Фрейдіс у Вінланд і написаний фінською авторкою Йоханною Валькамою.